# Buick Envision
La Buick Envision è un'autovettura di tipo crossover realizzata dalla casa automobilistica statunitense Buick dal 2014.

## Descrizione
Il 21 luglio sono state rese pubbliche alcune specifiche e le prime foto ufficiali, oltre al nome cinese "Ang Ke Wei" (昂科威). L'auto è prodotta in Cina da una joint-venture tra la SAIC e la GM 

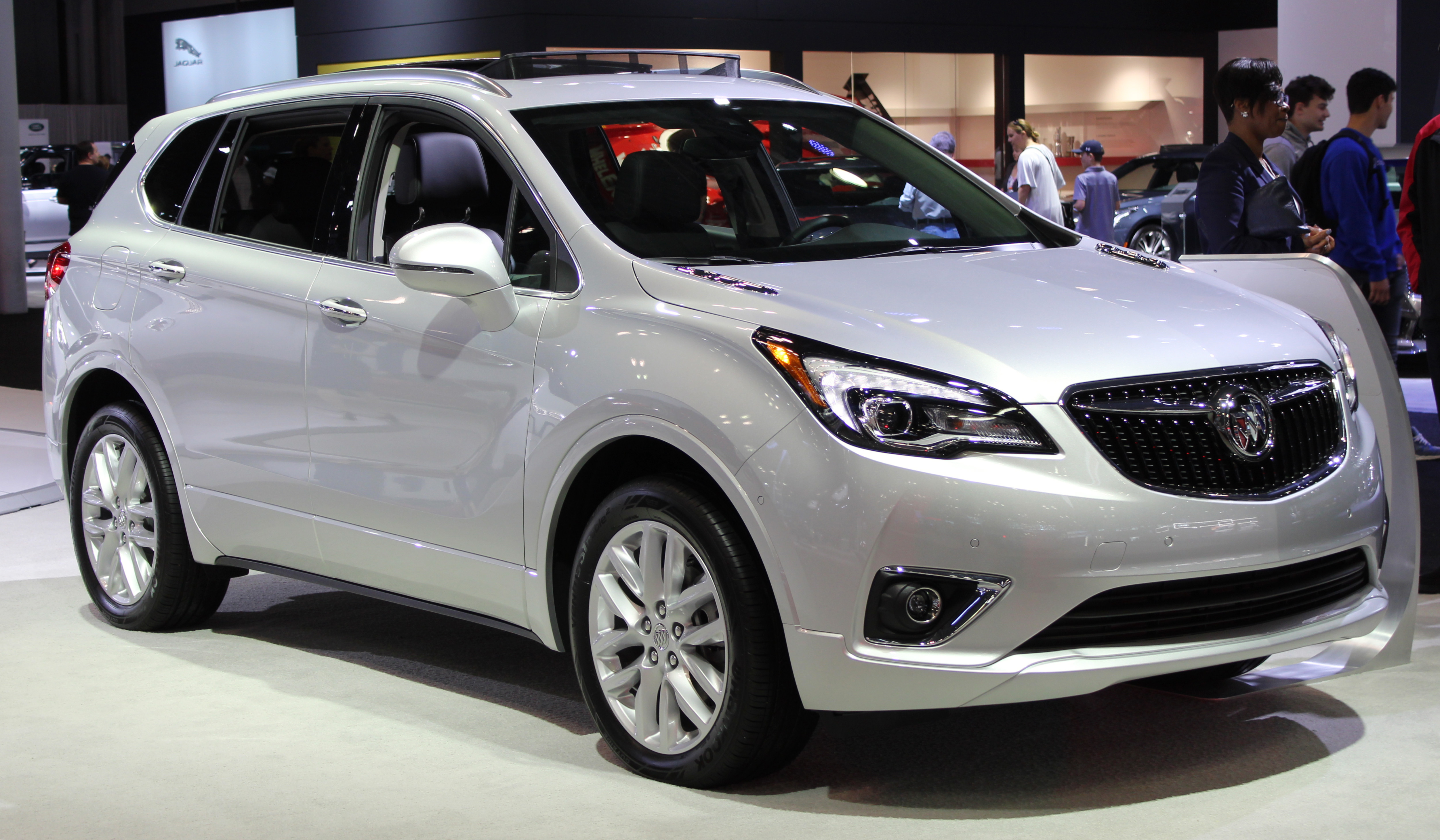
Envision restyling 2017

L'Envision ha fatto il suo debutto negli Stati Uniti al North American International Auto Show l'11 gennaio 2016.
La vettura condivide alcuni componenti con la GMC Terrain di seconda generazione e la Chevrolet Equinox. Le vendite negli Stati Uniti sono iniziate nell'estate del 2016. La Envision è il primo veicolo della GM costruito in Cina ad essere venduto in America. Al debutto era disponibile solo nella versione a trazione integrale, per poi essere a partire dal 2017 disponibile anche a trazione anteriore.
La versione nordamericana della Envision è dotata di due propulsori benzina a quattro cilindri: LCV aspirato da 2,5 litri con 197 CV (147 kW) e 260 Nm e LTG da 2,0 litri turbo da 252 CV e 353 Nm.

### Restyling 2017
Alla fine del 2017 in Cina e nel 2018 per il mercato nordamericano, l'Envision è stata sottoposta a un restyling, caratterizzato da un design esterno aggiornato più simile al family feeling del resto della gamma Buick. Con l'aggiornamento sono disponibili nuovi sedili, una nuova griglia frontale, luci posteriori dal diverso disegno.

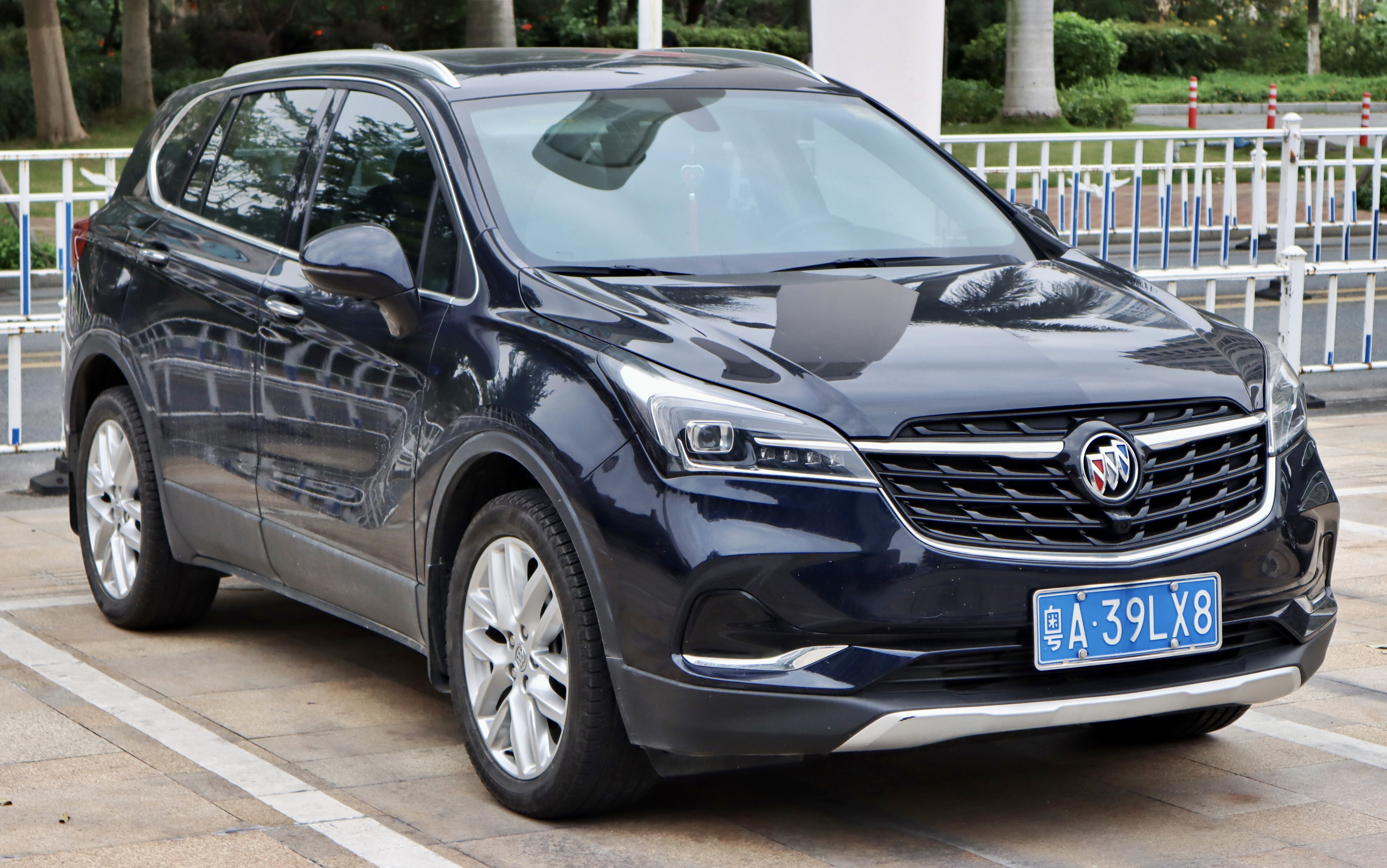
Buick Envision restyling 2019

### Restyling 2019
A novembre 2019 è stato presentato un secondo restyling della vettura, questa volta più netto rispetto al precedente con un nuovo frontale e un posteriore con nuovi portelloni e paraurti.

## Seconda generazione (2021-)

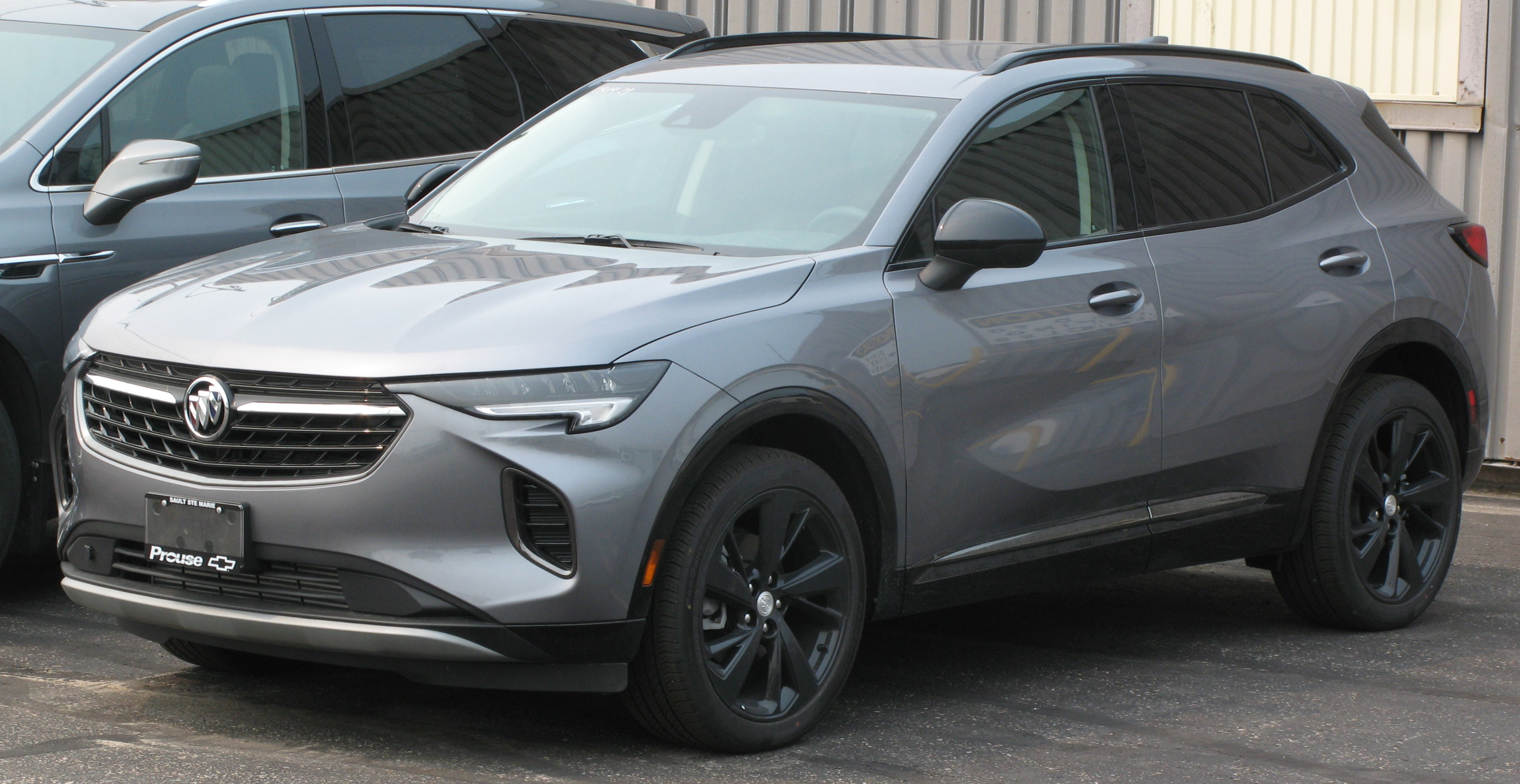
Envision 2021 (2 gen.)

Nel maggio 2020 la GM ha introdotto negli Stati Uniti la seconda generazione della Envision. L'unico motore disponibili al lancio è un quattro cilindri turbo da 2,0 litri che eroga 228 CV (170 kW) e 350 Nm, abbinato ad un cambio automatico a 9 marce. Tra le funzioni per l'assistenza alla guida, ci sono il rilevamento della distanza di sicurezza, il monitoraggio degli angoli ciechi, l'avviso per il mantenimento della corsia e l'avviso di collisione frontale.